# 徐骏敏
徐骏敏（1994年9月22日—）是一名中华人民共和国足球运动员，目前效力于中国足球超級联赛的球隊南通支云足球俱乐部。

## 俱乐部生涯
徐骏敏出自上海幸运星青训。2015年7月開始跟隨上海申花足球俱乐部征戰中国足球协会超级联赛。  2016年5月27日，在上海申花足球俱乐部对阵天津泰达的比赛中，他於第89分钟替补曹赟定出場，這也是他首次代表上海申花出场。（一說是當年上海申花對陣青岛中能的中國足協盃比赛中首次代表上海申花出場） 
2018年2月，徐骏敏转会至中甲球队上海申鑫足球俱乐部。 
8月初，南通支云官方通报撤销施晓东、徐骏敏两名球员的联赛报名并与两人解约，原因是两人在7月末被有关部门要求配合调查。
2024年9月10日，中国足球协会在大连召开新闻发布会公告，徐骏敏被终身禁止参加中国境内有关的足球活动。